# Lil B
Brandon McCartney, mer känd under sitt artistnamn Lil B eller The Based God, född 17 augusti 1989, är en amerikansk rappare från Berkeley, Kalifornien. Lil B slog igenom 2006 med gruppen The Pack, bestående av, utöver han själv, Lil Uno, Stunnaman och Young L.

## Diskografi

### Soloalbum
- 2009 – 6 Kiss (Digitalt utgiven)
- 2009 – I'm Thraxx (Digitalt utgiven)
- 2010 – Rain in England (Studioalbum)
- 2011 – Angels Exodus (Digitalt utgiven)
- 2011 – I'm Gay (I'm Happy) (Digitalt utgiven)
- 2012 – Choices and Flowers (Instrumentalt)
- 2014 – Hoop life (Mixtape)

### Album tillsammans med The Pack
- 2007 – Based Boys
- 2010 – Wolfpack Party